# 秋山拓也
秋山 拓也（あきやま たくや、1990年3月13日 - ）は、日本の俳優。
長野県出身。血液型はA型。うお座。
映画・テレビ・舞台・アニメ・CMなどに出演

## 出演作品

### 映画
- スイート・スイート・ゴースト（2000年、日活） - 島田光一 役
- 化粧師 KEWAISHI（2002年、東映） - 脇本光夫 役
- 巌流島 -GANRYUJIMA-（2003年、日本テレビ） - 吉岡又七郎 役
- オモヒノタマ〜念珠 八ノ珠・猫の手（2003年、衛星劇場） - 井上澄夫 役
- 生命の輝きを（東映教育映画）
- 逢いたい（光）（スーパービジョン）

### テレビ
- 連続テレビ小説　走らんか!
- ドラマ新銀河　雲の上の青い空 - たけし 役
- 木曜ドラマ　金のたまご - RG　森大地 役
- 金曜時代劇　新・腕におぼえあり - 北見保之助 役
- 所さんの20世紀解体新書
- 君の手がささやいている
- 外科医・夏目三四郎
- 天才てれびくん・ザゴーストカンパニー - 依頼人 役
- 鶴亀ワルツ
- 東芝日曜劇場　催眠 - RG　森神達也 役
- TRICK2 エピソード4：天罰を下す子 - お告げ者針生光太 役
- フードファイト スペシャル1・2 - 倉橋健太 役
- 月曜ドラマシリーズ　ハチロー〜母の詩、父の詩〜 - ハチロー弟：節 役

### 舞台
- 七月大歌舞伎『源平布引滝・義賢最期』（中座） - 太郎吉 役
- おはん（芸術座 他） - おはんの子・悟 役
- 三度目の浮気（名鉄ホール） - 穂積進也 役
- 天涯の花（新橋演舞場）
- レ・ミゼラブル (ミュージカル)（東宝帝国劇場） - ガブローシュ 役
- 北条時宗（明治座） - 北条時輔（少年時代） 役
- 遠い日の童話（大阪メルパルクホール） - 主演:海 役
- 黒ひげ奮戦記（深川小劇場） - 正太 / 惣太郎 役
- 劇団AUN公演 夏の夜の夢（高円寺明石スタジオ） - 妖精 役
- タイタス・アンドロニカス（彩の国さいたま芸術劇場 他） - 少年ルーシアス 役
- オイディプス王（シアターコクーン/アテネ公演 他） - テイレシアス案内者 役
- お気に召すまま（彩の国さいたま芸術劇場） - 小姓 役
- 身毒丸〜復活（彩の国さいたま芸術劇場/ワシントン公演 他）
- 95kgと97kgのあいだ（さいたまゴールド・シアター）
- 血の婚礼
- 下谷万年町物語（2012年1月6日 - 2月12日、シアターコクーン） - しめ縄の少年 役

ほか

### CM
- JA貯金：おやこちょ金魚
- カルピス：サマーギフト
- 三菱自動車：ミニカトッポタウンビー
- 日本生命：ふれ愛家族・ナイスケア
- 宝島社：ディズニー・アラジン18の謎迷宮
- 小学館：週刊日本の天然記念物

### アニメ
- 逮捕しちゃうぞ SECOND SEASON（しょう[1]）

### スチール
- 週刊住宅情報背表紙 東急リバブル企業広告
- ポケットモンスター 図鑑販促キャンペーン